# Жиродо, Сара
Са́ра Жиродо́ (фр. Sara Giraudeau; 1 августа 1985, Булонь-Бийанкур, Франция) — французская актриса кино, театра и телевидения.

## Биография
Сара Жиродо родилась 1 августа 1985 года в Булонь-Бианкуре, департамент О-де-Сен во Франции. Её отец — знаменитый актёр, режиссёр и писатель Бернар Жиродо, мать — известная актриса, Анни Дюпре. Родители Сары развелись, когда та была маленькой, после чего она редко виделась с отцом. Тёплое общение с ним возобновила в 2000 году, когда у Бернара обнаружили рак. В детстве Сара мечтала стать ветеринаром, но потом поняла, что это невозможно из-за плохой успеваемости в школе. Однако в итоге, она закончила её с отличием. В 17-летнем возрасте Сара начала заниматься на актёрских курсах Жана Перимони, блестяще сдав вступительные экзамены.
В 1996 году Сара Жиродо впервые появилась на экране в приключенческом фильме с Тьерри Фремоном «Капризы реки», режиссёром которого выступил её отец. Затем были роли в лентах «Имоджен МакКартери» (2010), «Красавица и чудовище» (2014), «Розали Блюм» (2015), сериале «Король, Белка и Уж» и др.
В 2007 году Сара Жиродо получила Премию «Мольер» в категории «Театральное откровение» и театральную Премию Mtv. в аналогичной категории.
В 2015—2016 годах Жиродо играла роль Марины Луазо в рейтинговом шпионском сериале «Бюро», где одним из её партнёров по съёмочной площадке был Матьё Кассовиц.
В 2017 году на экраны вышел дебютный полнометражный фильм Юбера Шаруэля «Мелкий фермер», где в партнёрстве со Сванном Арло Сара Жиродо сыграла одну из главных ролей и получила за неё французскую национальную кинопремию «Сезар» в 2018 году как лучшая актриса второго плана.

## Личная жизнь
В 2010 году Сара Жиродо вышла замуж за актёра Симона Гибера (Simon Guibert). 22 мая 2011 года у пары родилась дочь Мона, а 28 июня 2016 вторая дочь.

## Фильмография
| Год  |     | Русское название                     | Оригинальное название               | Роль               |
| ---- | --- | ------------------------------------ | ----------------------------------- | ------------------ |
| 1996 | ф   | Капризы реки                         | Les Caprices d'un fleuve            | маленькая леди     |
| 2008 | тф  | -                                    | Marie et Madeleine                  | Жози               |
| 2008 | тф  | Рыбы-молоты                          | Les poissons marteaux               | Элла               |
| 2009 | тф  | -                                    | L'évasion                           | Джулія             |
| 2010 | с   | Король, Белка и Уж                   | Le roi, l'écureuil et la couleuvre  | Мари-Мадлен        |
| 2010 | ф   | Имоджен МакКартері                   | Imogène McCarthery                  | Ненси Нанкетт      |
| 2010 | тф  | Коломба                              | Colombe                             | Коломба            |
| 2010 | кор | Воспоминания необразумившейся девицы | Mémoires d'une jeune fille dérangée | Лола               |
| 2013 | мф  | Буль и Билл                          | Boule & Bill                        | Каролина (озвучка) |
| 2013 | ф   | Дени                                 | Denis                               | Натали             |
| 2014 | ф   | Красавица и чудовище                 | La belle et la bête                 | Клотильда          |
| 2015 | тф  | Выстрелы                             | Les fusillés                        | Маргарита          |
| 2015 | с   | Бюро                                 | Le Bureau des Légendes              | Марина Луазо       |
| 2015 | ф   | Глупости                             | Les bêtises                         | Соня               |
| 2015 | ф   | Розали Блюм                          | Rosalie Blum                        | Сесиль             |
| 2016 | ф   | -                                    | Vendeur                             | Хлоя               |
| 2016 | ф   | Развод по-французски                 | Papa ou maman 2                     | Бенедикта          |
| 2017 | ф   | Мелкий фермер                        | Petit paysan                        | Паскаль Шаванж     |
| 2018 | ф   | Моё прозрачное сердце                | Et mon coeur transparent            | Мари-Мари          |
| 2019 | ф   | Друзья друзей                        | Les amis des amis                   | Колин              |
| 2019 | ф   | Переводчики                          | Les traducteurs                     | Роз-Мари Муэй      |
| 2020 | ф   | Холостяк на свадьбе                  | Le discours                         | Соня               |

## Признание
| Награды и номинации Сары Жиродо      | Награды и номинации Сары Жиродо | Награды и номинации Сары Жиродо     | Награды и номинации Сары Жиродо |
| Год                                  | Категория                       | Фильм                               | Результат                       |
| ------------------------------------ | ------------------------------- | ----------------------------------- | ------------------------------- |
| Международный кинофестиваль в Люшони |                                 |                                     |                                 |
| 2009                                 | Лучшая актриса                  | Рыбы-молоты (вместе с Мишель Берни) | Награда                         |
| Премия «Люмьер»                      |                                 |                                     |                                 |
| 2016                                 | Многообещающая актриса          | Глупости                            | Номинация                       |
| Премия «Сезар»                       |                                 |                                     |                                 |
| 2016                                 | Самая перспективная актриса     | Глупости                            | Номинация                       |
| 2018                                 | Лучшая актриса второго плана    | Мелкий фермер                       | Победа                          |